# Архабаев, Майлаган
Майлага́н Архаба́ев, другой вариант фамилии — Аркаба́ев (1910 год, село Кзыл-Аут, Аулиеатинский уезд, Сырдарьинская область, Туркестанский край, Российская империя — 1980, Джамбулская область, Казахская ССР) — старший табунщик колхоза «Комсомол» Таласского района Джамбулской области, Казахская ССР. Герой Социалистического Труда (1949).

## Биография
Майлаган Архабаев родился в 1910 году в ауле Кзыл-Аут, Аулиеатинского уезда Сыр-Дарьинской области Туркестанского края (ныне Таласский район Жамбылской области, Казахстан) в семье крестьянина.
С началом коллективизации в 1931 году Майлаган Архабаев вступил в сельскохозяйственную артель имени «Комсомола», где работал табунщиком. Его главной задачей было выпас и уход за лошадьми. В 1946 году он стал старшим табунщиком колхоза «Комсомол» Таласского района.
Архабаев добился значительных успехов в увеличении поголовья лошадей. Если в 1946 году в табуне насчитывалось 180 голов, то к 1948 году их число выросло до 281. По итогам работы в 1948 году Майлаган Архабаев вырастил 53 жеребёнка от 53 кобыл, что стало важным достижением в отрасли животноводства.
Указом Президиума Верховного Совета СССР от 12 июля 1949 года «за получение высокой продуктивности животноводства в 1948 году» присвоено звание Героя Социалистического Труда с вручением Ордена Ленина и Золотой медали Серп и Молот.
Указом от 12 июля 1949 года звание Героя Социалистического Труда также получили председатель колхоза имени Комсомола Турсымбай Таттыбаев и заведующий коневодством Абдрасыл Курманов.
После реорганизации колхоза «Комсомол» в 1962 году в овцесовхоз имени Ильича, Майлаган Архабаев продолжал работать старшим чабаном до выхода на пенсию в 1966 году.